# Кашина Лодола (Милано)
Кашина Лодола је насеље у Италији у округу Милано, региону Ломбардија.
Према процени из 2011. у насељу је живело 31 становника. Насеље се налази на надморској висини од 143 м.